# Sariamin Ismail
Sariamin Ismail (née le 31 juillet 1909 et morte le 15 décembre 1995) est une journaliste et romancière indonésienne.